# Барабанов, Павел Иванович
Павел Иванович Барабанов (1909 год — ?) — советский инженер, специалист по монтажу нефтяного оборудования, лауреат Ленинской премии (1963).
В 1935 году окончил Московский нефтяной институт им. академика Губкина.
Трудовая деятельность:
- 1935—1936 — на Ишимбаевском нефтепромысле;
- 1936—1946 — в тресте «Востокнефтепроект»;
- 1946—1948 — главный инженер треста «Грознефтепроект»;
- 1948—1959 — главный инженер проекта института «Краснодарнефтепроект»;
- 1959—1963 — начальник отдела научных исследований НИИ «Гипровостокнефть»;
- с сентября 1963 — главный специалист по сбору и транспорту нефти и газа института «Краснодарнефтепроект».

В 1963 году присуждена Ленинская премия за участие в комплексном решении проблемы бурения и эксплуатации газовых и газоконденсатных месторождений.